# Geophis betaniensis
Espèce
Geophis betaniensis  est une espèce de serpents de la famille des Dipsadidae.

## Répartition
Cette espèce est endémique du département de Valle del Cauca en Colombie.

## Étymologie
Son nom d'espèce, composé de betani[a] et du suffixe latin -ensis, « qui vit dans, qui habite », lui a été donné en référence au lieu de sa découverte, la corregimiento de Betania, dans la municipalité de Bolívar.

## Publication originale
- Restrepo & Wright, 1987 : A new species of the colubrid snake genus Geophis from Colombia. Journal of Herpetology, vol. 21, no 3, p. 191-196.